# Salt amb esquís als Jocs Olímpics d'hivern de 1984
Als Jocs Olímpics d'Hivern de 1984 celebrats a la ciutat de Sarajevo (Iugoslàvia) es disputaren dues proves de salt amb esquís en categoria masculina.
El salt normal es realitzà el dia 12 de febrer sobre un trampolí de 70 metres i el salt llarg es feu el dia 18 de febrer de 1984 sobre un trampolí de 90 metres a les instal·lacions d'Igman, Malo Polje. Hi participaren un total de 65 saltadors de 17 comitès nacionals diferents.

## Resum de medalles
| Prova                 | Or            | Argent        | Bronze         |
| Salt amb esquís 70 m. | Jens Weißflog | Matti Nykänen | Jari Puikkonen |
| Salt amb esquís 90 m. | Matti Nykänen | Jens Weißflog | Pavel Ploc     |

## Medaller
| Posició | País           | Or | Argent | Bronze | Total |
| 1       | Finlàndia      | 1  | 1      | 1      | 3     |
| 2       | RDA            | 1  | 1      | 0      | 2     |
| 3       | Txecoslovàquia | 0  | 0      | 1      | 1     |
|         |                |    |        |        |       |
| Total   | Total          | 2  | 2      | 2      | 6     |